# Виттен (монета)
Виттен или витте (нем. Witten, Witte, Wittenpfennig, Veerling) — первоначально серебряная, позже небольшая медная монета, бывшая в обращении до конца XVIII века в Северной Германии, Дании и Швеции.
Название происходит от нижнесаксонского Witt, что значит белый, показывая, что первоначально витте была серебряной монетой.
Виттен стал первой крупной серебряной монетой северной Германии. Впервые были отчеканены в Любеке в 1339 или 1340 году. Так как они стоили 4 пфеннига, то за ними также закрепилось название фирлинг (от нем. vier — четыре). Монета отвечала торговым нуждам того времени. Вскоре после выпуска её подражания появились в городах Ганзейского союза, Нидерландах и Англии. Изначально виттены выпускали из серебра 15-лотовой пробы (937,5 пробы по метрической системе). Со временем содержание благородного металла в них снизилось. Так, в 1379 году, когда виттен стал основной монетой созданного Вендского монетного союза, он содержал 1,12 г чистого серебра. Из одной марки 13½-лотового серебра (843 проба) следовало чеканить 176 виттенов. В 1425 году из одной марки 12-лотового серебра (750 проба) выпускали уже 200 монет, то есть каждый виттен содержал 0,88 г чистого серебра. К началу XVI века их выпускали из низкопробного серебра. Виттены были вытеснены из оборота зекслингами.
Виттены выпускали не только города Вендского монетного союза, но и большинство северогерманских государств. Известны подражания данной монете и в городах центральной Германии.
Последние выпуски в шведской Померании датированы 1650—1707 годами, в Штральзунде — 1666—1763 годами. Здесь он соответствовал ½ зекслинга.